# 虞祥
虞祥（14世紀—1445年），字仲禎，南直隸蘇州府崑山縣人，明朝政治人物。

## 生平
虞祥是南宋宰相虞允文的後裔，祖父虞樂閒為元朝海道萬戶，定居在崑山，父親虞茂在洪武以閭右充實南京，他則在永樂九年（1411年）以上元籍成舉人，十年（1412年）會試中副榜，授金華訓導，調上虞教諭，宣德二年（1427年）陞為行在禮科給事中，六年（1431年）掌禮科事務，當時有慶壽寺僧人覺貴興建毗盧閣，高數十丈，他上奏樓閣僭越制度，於是明宣宗下令毁去，並置覺貴入獄，到七年（1432年）他和定國公徐景昌持節冊封安陽王朱瞻塙為趙王。
明英宗繼位後，虞祥陞任行在通政司左參議，正統八年（1443年）由吏部尚書王直、右都御史王文薦舉下晉任戶部右侍郎，調兵部右侍郎，巡視畿輔能剷除貪酷，慰問疾苦，又清理武臣勳績，得士大夫稱頌，在任內去世，朝廷遣官祭葬，祭酒李時勉為他寫下墓誌銘，有子虞震，孫成化十四年進士虞臣。

## 引用
1. 1 2  光緒《崑新兩縣續修志·卷二十二·列傳一》：虞祥，字仲禎，宋宰相允文之裔。祖樂閒元海道萬戶，始居崑之太倉；父茂，洪武中以閭右實京師，永樂辛卯，祥以上元籍領鄉薦，明年會試乙榜，授金華訓導，遷上虞教諭。宣德中擢禮科給事中，尋掌科事，慶壽寺僧覺貴搆中使，創造毗盧閣，高數十丈僭擬非度，祥劾奏毀之，置僧於法；陞通政司左參議，正統八年進戶部右侍郞，改兵部，巡視畿輔，賑窮挫豪，民賴以安，又清武臣勳績，綜理明覈，為士大夫所稱。祥為人謹飭持大體，自校官至大臣所在咸著聲績，卒於位，賜祭葬，祭酒李時勉銘其墓，子震，孫臣。
2. ↑  《明宣宗章皇帝實錄·卷三十》：（宣德二年八月庚辰）陞……紹興府上虞縣儒學教諭虞祥……為給事中……祥行在禮科……
3. ↑  《明宣宗章皇帝實錄·卷八十二》：（宣德六年八月乙未）命給事中……虞祥、劉海掌禮科……
4. ↑  《明宣宗章皇帝實錄·卷九十三》：（宣德七年七月）戊辰命定國公徐景昌、禮科給事中虞祥為正副使持節封趙簡王第二子安陽王瞻塙為趙王……
5. ↑  《明英宗睿皇帝實錄·卷七》：（宣德十年七月戊戌）陞……行在禮科給事中虞祥為行在通政司左參議……
6. ↑  《明英宗睿皇帝實錄·卷一百三》：（正統八年四月辛卯）陞通政使司左參議虞祥為戶部右侍郎……由吏部尚書王直會都察院右都御史王文等薦舉也。
7. ↑  《明英宗睿皇帝實錄·卷一百三十三》：（正統十年九月丁亥）兵部右侍郎虞祥卒，祥蘇州府崑山縣人，由舉人歷官金華訓導、上虞教諭，皆以能教名，宣德間選陞禮科給事中，時慶壽寺僧覺貴創毗盧閣，高出數十尺，祥以寺近皇城非宜抗疏論其罪，宣宗怒命毀閣，下覺貴于獄，正統改元陞通政司左參議，專奏詳明，八年進戶部右侍郎，尋轉兵部，命巡撫畿內民瘼，所至剗除貪酷，存問疾苦，人用以寧，既還以疾卒于官，遣官祭葬。